# Avion Shopping Park Ostrava
Avion Shopping Park Ostrava je nákupní centrum v ostravském městském obvodu Ostrava-Jih ve čtvrti Zábřeh. Vlastníkem centra je společnost INGKA Holding B.V., která je také spoluvlastníkem mnoha evropských IKEA. Centrum dělí čtyřpruhová silnice č. 11 (Rudná ulice) na severní a jižní část. Nákupní centrum bylo postaveno v roce 2001 a v roce 2012 prošlo rekonstrukcí. Do nákupního centra se lze dostat také autobusovou dopravou, kde některé linky jsou zdarma. V centru je bezplatné wifi připojení, velká parkovací kapacita aj.